# الشولة
أو لمدا العقرب Lambda Scorpii اسمه التقليدي Shaula مشتق من الاسم العربي. وهو نجم ثلاثي في كوكبة العقرب وأحد ألمع النجوم في السماء. وقد أخذ الرمز λ وفق تسمية باير على الرغم من أنه ثاني ألمع نجم في كوكبة العقرب.
الشولة هو نجم متعد مؤلف من ثلاث عناصر مرئية الأول يدعى الشولة أ ينتمي إلى التصنيف النجمي B وترتيب لمعانه الخامس عشر في السماء ويبلغ قدره الظاهري 1.62 . تفصل بين الشولة ب عن الشولة أ 42 ثانية قوسية وقدره الظاهري ويفصل الشولة ج عن الشولة أ 95 ثانية قوسية
يبعد الشولة عن الشمس حوالي 700 سنة ضوئية.